# Tuwan Rizni Rizvi
Tuwan Rizvi Tuwan Rizni (* 19. Juni 1990 in Colombo) ist ein sri-lankischer Fußballspieler.

## Verein
Auf Vereinsebene ist Tuwan Rizni Rizvi mindestens seit der Saison 2010/11 für Renown SC Colombo aktiv.

## Nationalmannschaft
Der Mittelfeldspieler ist Mitglied der sri-lankischen Fußballnationalmannschaft und nahm mit dieser am AFC Challenge Cup 2010 teil. Bei diesem Turnier trug er die Rückennummer 12. In den Jahren 2010 bis 2011 absolvierte er insgesamt vier Länderspiele. Ein Tor erzielte er dabei nicht.